# Fußball-Europameisterschaft der Frauen 2017/Frankreich
Dieser Artikel behandelt die Französische Fußballnationalmannschaft der Frauen bei der Europameisterschaft 2017 in den Niederlanden. Dies ist Frankreichs siebte EM-Teilnahme nach 1984 (damals noch ohne Endrundenturnier ausgetragen), 1997, 2001, 2005, 2009 und 2013.

## Qualifikation
| Pl. | Team         | Sp | S | U | N | Tore  | P. |
| --- | ------------ | -- | - | - | - | ----- | -- |
| 1   | Frankreich   | 8  | 8 | 0 | 0 | 27:0  | 24 |
| 2   | Rumänien     | 8  | 5 | 1 | 2 | 17:08 | 16 |
| 3   | Ukraine      | 8  | 4 | 1 | 3 | 14:12 | 13 |
| 4   | Griechenland | 8  | 2 | 0 | 6 | 09:19 | 06 |
| 5   | Albanien     | 8  | 0 | 0 | 8 | 03:31 | 0  |

Die Französinnen erzielten in der europäischen Qualifikationsgruppe 3 folgende Resultate:
Gegen Rumänien 3:0 und 1:0, gegen die Ukraine 4:0 und 3:0, gegen Griechenland 1:0 und 3:0 sowie gegen Albanien zweimal 6:0.
Frankreich war, abgesehen vom Gastgeber Niederlande, das erste Team, das sich für die Endrunde qualifiziert hatte. Dennoch löste der Landesverband unmittelbar nach dem olympischen Turnier 2016 den Vertrag mit Trainer Philippe Bergeroo auf und ernannte Olivier Echouafni zu dessen Nachfolger.
Frankreichs 27 Tore erzielten Eugénie Le Sommer (8), Clarisse Le Bihan (4), Kheira Hamraoui, Marie-Laure Delie (je 3), Jessica Houara, Élise Bussaglia, Amel Majri (je 2), Amandine Henry und Camille Abily (je 1); dazu kam ein Eigentor der Ukrainerin Iryna Vasylyuk.

## EM-Vorbereitung

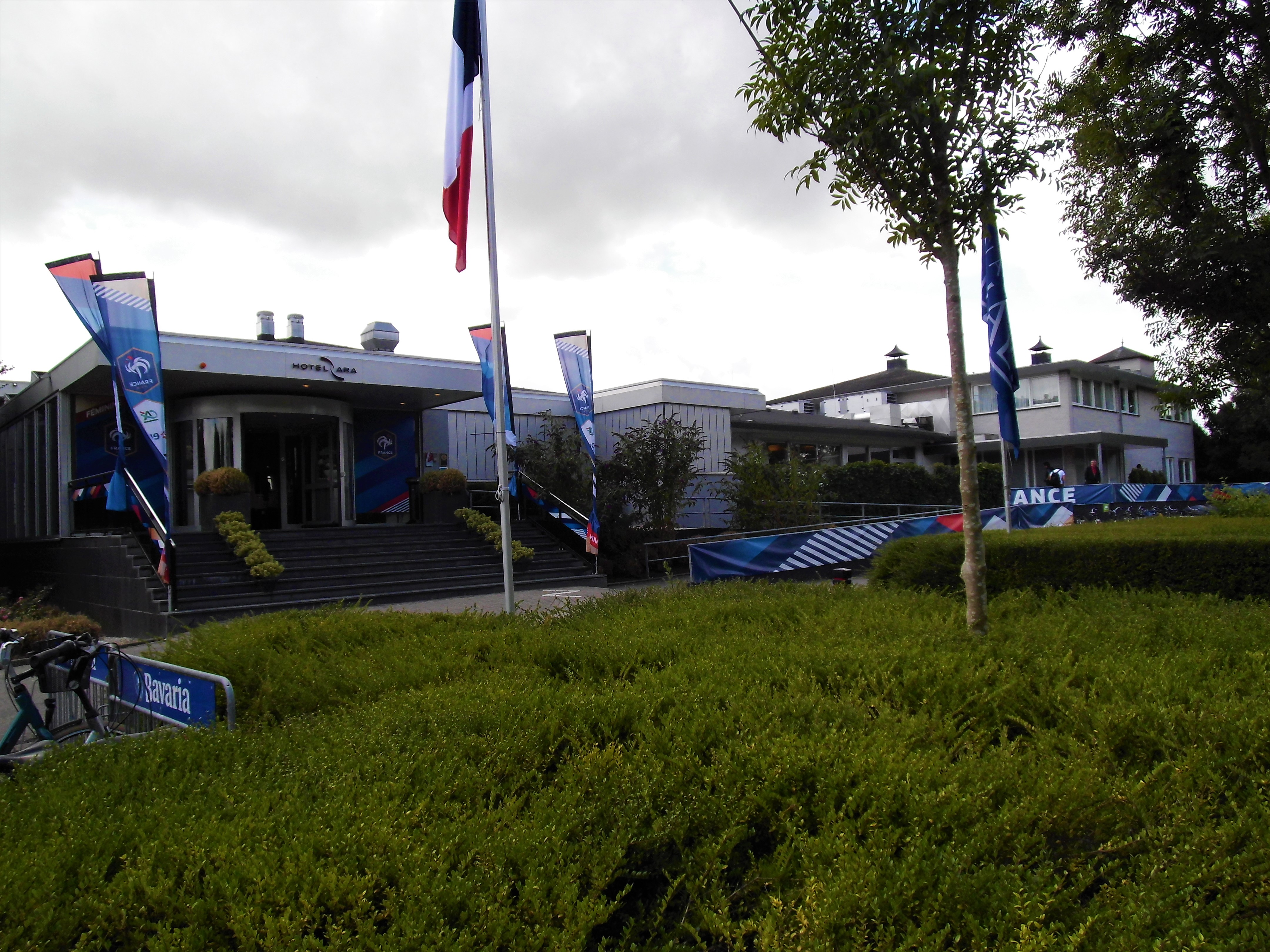
Teilansicht des französischen Teamhotels während der EM

In einer ersten Vorbereitungsphase haben die Französinnen im März 2017 an der zweiten Austragung des stark besetzten SheBelieves Cups (Spiele gegen Gastgeber USA, Deutschland und England) teilgenommen und diesen Wettbewerb mit sieben Punkten als Gewinner beendet. Im April gewannen sie in Utrecht ein Freundschaftsspiel gegen die EM-Gastgeberinnen. Am 21. Juni begann das letzte Trainingslager in Clairefontaine; während dieser unmittelbaren EM-Vorbereitung empfing Frankreich noch Belgien, gegen das es 2:0 gewann, und Norwegen (1:1).
Vier Tage danach, also einen Tag vor dem Eröffnungsspiel, sind die Französinnen in die Niederlande gereist. Quartier haben sie im Van der Valk Hotel ARA in Zwijndrecht, zwischen Rotterdam und Dordrecht, bezogen. In der Nähe können sie die Sportanlagen des örtlichen Fußballvereins Z.V.V. Pelikaan nutzen.

## Aufgebot

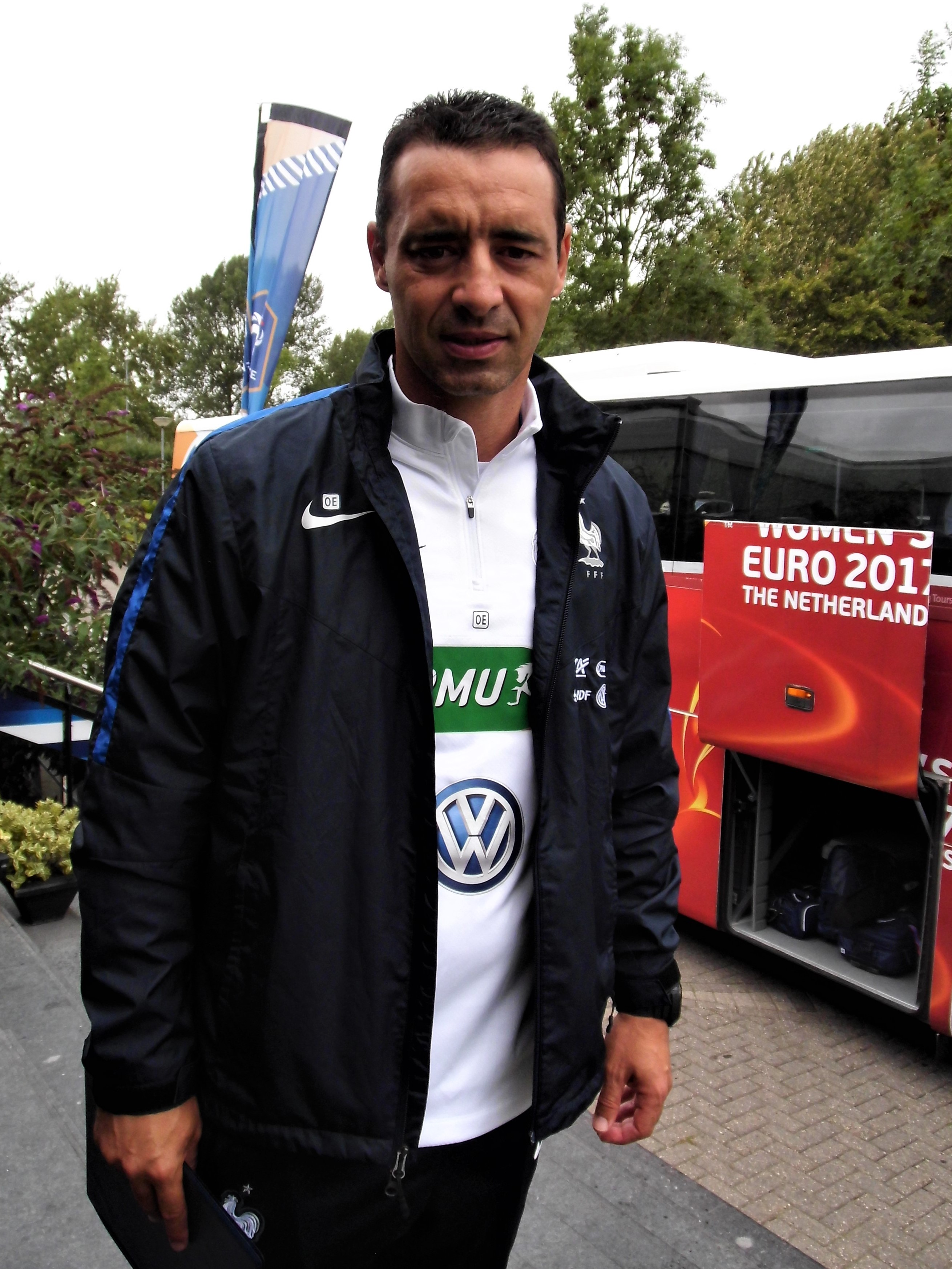
Seine erste Europameisterschaft: Trainer Echouafni

Am 30. Mai 2017 hat Olivier Echouafni seine Kaderliste vorgestellt, die 23 Spielerinnen aus sechs Vereinen sowie sechs Reservistinnen umfasste. Daraus schied Amel Majri vor Turnierbeginn aufgrund einer Verletzung aus und wurde durch die Reservistin Clarisse Le Bihan ersetzt.
| Nr.                    | Name                  | Verein (a)               | Länder- spiele (Tore) (b)0 | Geburtstag    | EM- Sp.       | Sp.- Min.     | Tore          | Gelbe Karten  | Gelb-Rote Karten | Rote Karten   |
| Torhüterinnen          | Torhüterinnen         | Torhüterinnen            | Torhüterinnen              | Torhüterinnen | Torhüterinnen | Torhüterinnen | Torhüterinnen | Torhüterinnen | Torhüterinnen    | Torhüterinnen |
| ---------------------- | --------------------- | ------------------------ | -------------------------- | ------------- | ------------- | ------------- | ------------- | ------------- | ---------------- | ------------- |
| 16                     | Sarah Bouhaddi        | Olympique Lyon           | 124 0(0)                   | 17.10.1986    | 4             | 360           |               |               |                  |               |
| 21                     | Méline Gérard         | Montpellier HSC          | 011 0(0)                   | 30.05.1990    |               |               |               |               |                  |               |
| 01                     | Laëtitia Philippe     | Montpellier HSC          | 04 0(0)                    | 30.04.1991    |               |               |               |               |                  |               |
| Abwehrspielerinnen     |                       |                          |                            |               |               |               |               |               |                  |               |
| 04                     | Laura Georges         | Paris Saint-Germain      | 181 0(6)                   | 20.08.1984    | 2             | 180           |               |               |                  |               |
| 08                     | Jessica Houara        | Olympique Lyon           | 064 0(3)                   | 29.09.1987    | 4             | 250           |               | 1             |                  |               |
| 22                     | Sakina Karchaoui      | Montpellier HSC          | 015 0(0)                   | 26.01.1996    | 4             | 297           |               |               |                  |               |
| 19                     | Griedge Mbock Bathy   | Olympique Lyon           | 033 0(2)                   | 26.02.1995    | 3             | 270           |               | 1             |                  |               |
| 02                     | Ève Périsset          | Paris Saint-Germain      | 09 0(0)                    | 24.12.1994    | 2             | 107           |               |               |                  | 1             |
| 03                     | Wendie Renard         | Olympique Lyon           | 094 (19)                   | 20.07.1990    | 3             | 270           |               | 2             |                  |               |
| 14                     | Aïssatou Tounkara     | Juvisy FCF→Paris FC (d)  | 04 0(0)                    | 16.03.1995    |               |               |               |               |                  |               |
| Mittelfeldspielerinnen |                       |                          |                            |               |               |               |               |               |                  |               |
| 10                     | Camille Abily         | Olympique Lyon           | 183 (37)                   | 05.12.1984    | 4             | 267           | 1             |               |                  |               |
| 15                     | Élise Bussaglia       | FC Barcelona (SPA)       | 174 (28)                   | 24.09.1985    | 2             | 142           |               |               |                  |               |
| 23                     | Onema Grace Geyoro    | Paris Saint-Germain      | 08 0(0)                    | 02.07.1997    | 3             | 270           |               |               |                  |               |
| 06                     | Amandine Henry        | Portland Thorns FC (USA) | 065 0(7)                   | 28.09.1989    | 4             | 360           | 1             | 1             |                  |               |
| 11                     | Claire Lavogez        | Olympique Lyon           | 035 0(3)                   | 18.06.1994    | 2             | 83            |               |               |                  |               |
| 07                     | Clarisse Le Bihan (c) | Montpellier HSC          | 016 0(4)                   | 14.12.1994    | 2             | 43            |               |               |                  |               |
| 17                     | Gaëtane Thiney        | Juvisy FCF→Paris FC (d)  | 141 (55)                   | 28.10.1985    | 3             | 99            |               |               |                  |               |
| 05                     | Sandie Toletti        | Montpellier HSC          | 012 0(0)                   | 13.07.1995    |               |               |               |               |                  |               |
| Angreiferinnen         |                       |                          |                            |               |               |               |               |               |                  |               |
| 13                     | Camille Catala        | Juvisy FCF→Paris FC (d)  | 027 0(3)                   | 06.05.1991    |               |               |               |               |                  |               |
| 18                     | Marie-Laure Delie     | Paris Saint-Germain      | 121 (65)                   | 29.01.1988    | 4             | 212           |               |               |                  |               |
| 20                     | Kadidiatou Diani      | Paris Saint-Germain      | 029 0(2)                   | 01.04.1995    | 4             | 216           |               |               |                  |               |
| 09                     | Eugénie Le Sommer     | Olympique Lyon           | 141 (61)                   | 18.05.1989    | 4             | 360           | 1             |               |                  |               |
| 12                     | Élodie Thomis         | Olympique Lyon           | 141 (32)                   | 13.08.1986    | 2             | 102           |               |               |                  |               |
| Trainerstab            |                       |                          |                            |               |               |               |               |               |                  |               |
| Olivier Echouafni      | Olivier Echouafni     | Cheftrainer              | 15                         | 13.09.1972    |               |               |               |               |                  |               |
| Peggy Provost          | Peggy Provost         | Assistenztrainerin       | Assistenztrainerin         | 19.09.1977    |               |               |               |               |                  |               |

Die verbleibenden Reservistinnen sind:
| Nr. | Name                   | Verein (a)          | Länder- spiele (Tore) (b)0 | Geburtstag |
| --- | ---------------------- | ------------------- | -------------------------- | ---------- |
|     | Pauline Peyraud-Magnin | Olympique Lyon      | 00 0(0)                    | 17.03.1992 |
| (e) | Marion Torrent         | Montpellier HSC     | 00 0(0)                    | 17.04.1992 |
| (e) | Aminata Diallo         | Paris Saint-Germain | 00 0(0)                    | 03.04.1995 |
|     | Mylaine Tarrieu        | Olympique Lyon      | 00 0(0)                    | 03.01.1995 |
|     | Valérie Gauvin         | Montpellier HSC     | 01 0(0)                    | 01.06.1996 |

Das 23er-Aufgebot umfasste zum Zeitpunkt seiner Aufstellung zehn Frauen (plus eine Reservistin) des Triple-Siegers Olympique Lyon, vier (plus eine) von Paris S-G, vier aus Juvisy, drei (plus drei) von Montpellier, je eine, die in Portland beziehungsweise Wolfsburg spielte, sowie eine Reservistin von Olympique Marseille.
Älteste Spielerin war Laura Georges, die zu Turnierbeginn 32 Jahre und elf Monate alt war, jüngste Onema Grace Geyoro mit gerade 20. Das Durchschnittsalter lag bei 26 Jahren und sieben Monaten; dies reduzierte sich bei Einbeziehung der Reservistinnen, die es im Mittel auf 23 Jahre und zwei Monate brachten.
Den durchaus hohen Erfolgsdruck, dem der Weltranglisten-Dritte unterlag, versuchte Trainer Echouafni zu dämpfen: „Die Favoriten sind diejenigen, die gewinnen. Und wir haben bisher noch nichts gewonnen.“

## Spiele bei der Endrunde
Der Weltranglisten-Dritte Frankreich bekam als Gegnerinnen in seiner Vorrundengruppe C die Schweiz (Rang 15), Island (Rang 16) und Österreich (Rang 25) zugelost. Sollten les Bleues die Gruppenphase überstehen, träfen sie im Viertelfinale voraussichtlich auf England oder Spanien.

### Gruppenphase
Gegen die Gruppenkontrahenten ist die französische Länderspielbilanz durchweg positiv: sieben Erfolge bei je einem Remis und einer (2007 erlittenen) Niederlage gegen die Isländerinnen, fünf Siege in fünf Spielen gegen Österreich sowie zwölf Siege, drei Unentschieden und vier Niederlagen (die letzte datiert von 2002) gegen die Eidgenossinnen.
| Pl. | Team       | Sp | S | U | N | Tore | P. |
| --- | ---------- | -- | - | - | - | ---- | -- |
| 1   | Österreich | 3  | 2 | 1 | 0 | 5:1  | 7  |
| 2   | Frankreich | 3  | 1 | 2 | 0 | 3:2  | 5  |
| 3   | Schweiz    | 3  | 1 | 1 | 1 | 3:3  | 4  |
| 4   | Island     | 3  | 0 | 0 | 3 | 1:6  | 0  |

| Dienstag, 18. Juli 2017, 20:45 Uhr in Tilburg (Koning Willem II Stadion) |   |            |           |
| Frankreich                                                               | – | Island     | 1:0 (0:0) |
| Samstag, 22. Juli 2017, 20:45 Uhr in Utrecht (Stadion Galgenwaard)       |   |            |           |
| Frankreich                                                               | – | Österreich | 1:1 (0:1) |
| Mittwoch, 26. Juli 2017, 20:45 Uhr in Breda (Rat-Verlegh-Stadion)        |   |            |           |
| Frankreich                                                               | – | Schweiz    | 1:1 (0:1) |

### Viertelfinale
| Sonntag, 30. Juli 2017, 20:45 Uhr in Deventer (Stadion De Adelaarshorst) |   |         |           |
| Frankreich                                                               | – | England | 0:1 (0:0) |

Obwohl Frankreich erneut nicht über das Viertelfinale hinausgekommen war, versicherte Verbandspräsident Noël Le Graët, der das Ziel „Runde der letzten vier“ ausgegeben hatte, bereits am Tag nach der Heimkehr des Aufgebots, dass Trainer Olivier Echouafni nicht nur seinen bis Sommer 2018 laufenden Vertrag erfüllen werde, sondern dass schon in Kürze mit ihm über eine Verlängerung bis einschließlich der Weltmeisterschaft 2019 gesprochen werden solle. Diese „Arbeitsplatzgarantie“ wies dann allerdings ein recht kurzes „Verfallsdatum“ auf, denn am 30. August 2017 stellte Le Graët Corinne Diacre als Echouafnis Nachfolgerin vor.

## Belege und Anmerkungen
1. ↑  Artikel „Eine China-Tournee annulliert“ vom 9. November 2016 bei footofeminin.fr
2. ↑  nach „Die Blauen haben sich nahe Rotterdam eingerichtet (Memento des Originals vom 28. Juli 2017 im Internet Archive)  Info: Der Archivlink wurde automatisch eingesetzt und noch nicht geprüft. Bitte prüfe Original- und Archivlink gemäß Anleitung und entferne dann diesen Hinweis.“ vom 16. Juli 2017 bei footofeminin.fr
3. ↑  Vorstellung des Aufgebots (Seite nicht mehr abrufbar, festgestellt im März 2025. Suche in Webarchiven)  Info: Der Link wurde automatisch als defekt markiert. Bitte prüfe den Link gemäß Anleitung und entferne dann diesen Hinweis. vom 30. Mai 2017 bei footofeminin.fr
4. ↑  nach „Majri muss verzichten, Le Bihan ersetzt sie“ vom 6. Juli 2017 bei footofeminin.fr
5. ↑  Artikel „Une médaille sinon rien!“ in France Football vom 11. Juli 2017, S. 28–31, Zitat auf S. 29
6. ↑  Artikel „Olivier Echouafni bekommt von Noël Le Graët Rückendeckung für seine Arbeit“ vom 1. August 2017 bei footofeminin.fr
7. ↑  Pressemitteilung der FFF vom 30. August 2017